# Мисько Пилип
Мисько Пилип  (* 23 листопада 1882, Винники — † березень 1959, Київ) — український педагог і громадський діяч (директор «Торгової Спілки», повітовий комісар у Винниках у листопаді 1918 р.

## Біографія
Середню освіту здобув у Академічній гімназії у Львові. Після гімназії поступив на філософський факультет у Львівському університеті.
Працював у Перемишльській гімназії учителем. У Винниках працював у культурно-освітніх товариствах і споживчому кооперативі та належав до їх засновників.
1908 — вийшла у Львові збірка поезій Миська Пилипа «В задумі».
1 листопада 1918 — місцеві українці обрали Пилипа Миська повітовим комісаром у Винниках.
Літопис Червоної Калини, ч. 33 подає: «Дня 1 листопада 1918 р. рівночасно з проголошенням Української держави відбулися збори українців у Винниках. Тоді вибрано повітовим комісаром проф. Пилипа Миська. Він зарядив перейняття урядів та військових інституцій на річ Української Держави і перевів організацію війська в цілому судовому повіті Винники. Секретарем комісаріату був іменований Володимир Домазар, а урядовцем Василь Дверій. При комісаріаті створено повітовий харчовий уряд з Євгеном Гавришем на чолі (з грудня 1918 р. повітовим комісаром був о. Володимир Семків, парох з с. Миклашева). При відступі українського війська зі Львова Пилип Мисько подався на схід і працював спочатку в Кам'янці Подільському, а пізніше у Києві, де помер у березні 1959 р.».

## Вшанування пам'яті
- На честь Миська Пилипа названа одна з вулиць Винник.